# 京都国際中学校・高等学校
京都国際中学高等学校（きょうとこくさいちゅうがくこうとうがっこう）は、京都府京都市東山区今熊野本多山町に所在し、中高一貫教育を提供する私立中学校・高等学校。
同校の前身は在日韓国人向けの民族学校であるが、2004年度より日本人への門戸も開かれた。
現在でも入試などのために、韓国語（TOPIK）科目の教育を実践し、日本国と大韓民国の両国政府の文部科学省・教育部から正規の学校として認可されている。後述のように男子生徒の多くが野球部員であり野球の強豪校としても知られるが、2018年頃からは野球部員の殆どが日本人で占められるようになった。

## 概要

### 成立
京都国際中学高等学校の発祥は、在日韓国・朝鮮人のコミュニティが民族教育のために自発的に資金を集めて1947年（昭和22年）に開校した在日コリアン（のうち大韓民国臨時政府を支持する在日韓国人）向けの民族学校である「京都朝鮮中学」であった。
その後、アメリカ合衆国による連合軍軍政期が終了し、大韓民国が成立してから1958年に学校法人「京都韓国学園」として京都府知事の認可を受け、1960年代に大韓民国教育部に認可を受けた。
そして2003年に学校法人「京都国際学園」および「京都国際中学高等学校」を設置し、京都府知事から中学校および高等学校として認可され、『一条校』となった。翌2004年に開校し、再スタートを切った。
以来、国際学校としての特色を強め入試及びコミュニケーション能力のための韓国語（TOPIK)と英語と日本語のトリリンガルを目ざす語学教育を強化して「真の国際人育成」を教育目標としている。

### 特徴
日本の一条校であると同時に、大韓民国（韓国）からも正規の学校として認可されているため、日韓両国から高等学校の卒業資格（大学等への受験資格）が得られる。
2010年代、同志社大学、立命館大学など日本の大学とともに韓国語（TOPIK）入試でSKYと呼ばれる延世大学、高麗大学や成均館大学、漢陽大学など韓国の大学にも多数進学している。
教育部の在外教育機関ポータルによると、中学校課程は1学年に1学級ずつ計3学級があり、高等学校課程は1学年に3学級ずつ計9学級。 中学校在学生は22人で、男性4人・女性18人。 高校在学生は1年生52人、2年生42人、3年生43人など計137人で、男性68人・女性69人である。韓国系の国際学校だが、在学生は日本人の方が多い。 中学校は一時滞在韓国人が2人、日本永住権所持者2人、その他の外国国籍である韓国系が7人、日本人11人で構成されている。 高校は一時滞在韓国人が2人、日本永住権所持者6人、その他の外国国籍である韓国系が12人、日本人116人、その他の外国籍者が1人など。
なお、一条校であるため教育課程は日本の学習指導要領に則っており、全ての授業で検定済み教科書を用いた日本語での教育が行われる（ただしネイティブ教員による英語や韓国語の入試のための科目を除く）。

### 生徒
生徒数は1学年約45人。生徒向けの寮があり、全国からの生徒や留学生も在籍している。
2019年春には卒業生のうち38名が日本の大学や専門学校へ進学し、2名が韓国の大学へ留学した（慶熙大学へ1名、瑞逸大学へ1名）。
生徒の内訳としては、2021年3月時点で全校131名のうち日本人が93名、在日韓国人が37名であった。
また2021年7月時点では全校136名のうち女子が69名、男子が67名、男子のうち59名が野球部員であった。
2024年時点での生徒数は約160名、そのうち約20名が中学生、約140名（138名）が高校生で、高校生のうち男子生徒は70名であり、そのうち61名が野球部員であった。 野球部員のほとんどは日本人であり、同年の夏の甲子園で優勝した際にベンチ入りしていた人物のうち韓国籍の者は1名のみであった。

## 教育方針

### 教育理念
「自尊」「練磨」「共生」を教育の根本とし、次の3理念をもとに「世界で活躍する真の国際人の育成」を目指す。

1. 自尊：自らの出自や存在に誇りを持てる人になる
2. 練磨：自己の可能性を切り開き、共に自己練磨に勤しめる人になる
3. 共生：国際人として人権を尊び、異文化を正しく理解し共に生きる人になる

### 教育目標
「人間味あふれる、真の国際人へ」という標語を掲げ、以下の5項目に重点を置いている。

- 語学 - コミュニケーション力：韓国語・英語・日本語の3言語
- 文化 - 異文化理解力：海外研修や国際交流で実体験
- 人権 - 自己・相手の尊重力：人権学習会やボランティア体験
- 学び合い - 共に歩む力：いじめを断固として許さない
- 部活動 - 団結力と目標設定力：学力に留まらない可能性の開花

## 沿革
- 1947年：京都朝鮮中学が開校[7]。
- 1951年：財団法人「東邦学院」を設立し、「東邦学院中学校」と改称[7]。
- 1958年：学校法人「京都韓国学園」を設立し、京都府知事に認可される。「京都韓国中学」と改称[7]。
- 1961年：大韓民国政府が中等科を認可[7]。
- 1965年：大韓民国政府が高等科を認可[7]。
- 1984年：本田山キャンパスが完成し、京都府京都市東山区今熊野本多山町1番地に移転[7]。
- 1999年：硬式野球部を創部。コンピューターコースと進学コースを設置[7]。
- 2001年：学校寮が完成[7]。
- 2003年：学校法人「京都国際学園」を設立。「京都国際中学高等学校」と改称して全日制普通科を設置する。一条校として京都府知事に認可される[7]。
- 2004年：京都国際中学高等学校として開校[7]。
- 2008年：中高一貫コース・進学コース・総合コースの3コースを設置[7]。
- 2021年：硬式野球部が3月に第93回選抜高等学校野球大会に初出場。8月に第103回全国高等学校野球選手権大会に初出場[7]。
- 2024年：硬式野球部が8月に第106回全国高等学校野球選手権大会で大会史上初の決勝タイブレークを制して初優勝。

## 部活動
- 体育系クラブ
  - 硬式野球部
  - 硬式テニス部
  - ダンス部
  - バスケットボール同好会

- 文化系クラブ
  - 舞踊部
  - 軽音楽部
  - 美術同好会
  - 家庭科同好会
  - 社会問題研究会
  - 百人一首同好会
  - プログラミング同好会

### 野球部
1990年代後半、本校は年によって新入生が2名しかいないほど経営難に陥っており打開策が必要であった。当時の副理事長(2021年度まで在職)の金安一(キム・アンイル)は、和歌山県立日高高等学校中津分校が1997年の春の甲子園に出場して脚光を浴びたことを参考にして、野球部を設立することを思いつき、理事長の反対を押し切り、寮を設置するなど環境を整え、硬式野球部が1999年に創部された。創部1年目の1999年夏、初の公式戦で京都成章高相手に0－34で大敗。当時の校名は「京都韓国学園」で、在日韓国人向けの外国人学校として『各種学校』扱いであった。同年、外国人学校としては初めて日本高等学校野球連盟（高野連）への加入が認められた。
2003年の京都大会では初のベスト8入りを果たした。
2008年に京都成章高校OBの小牧憲継が監督に招聘され、野球部の強化が急速に進められた。小牧が導入した個人練習に時間を割く指導法が奏功し、2008年から2024年まで野球部員から11人のプロ野球選手を輩出している。
2021年、春の甲子園大会および夏の甲子園大会に連続出場し、後者では全国ベスト4。
2024年、夏の甲子園大会に3回目の出場を果たし初優勝した。京都代表の優勝は、1956年の当時の平安高校（現・龍谷大平安）以来68年ぶり。
2024年現在後援会長は創設者の金が務めている。

## 校歌
同校の校歌は韓国語からなる。
歌詞の冒頭を日本語に翻訳すると、「東海を 越えてきた 大和の地は……」と始まる。

### 甲子園大会での議論
同校硬式野球部が2021年の春の甲子園大会および夏の甲子園大会に出場した際、同大会で演奏された校歌が韓国語であることが話題になった。
日本国内では、「多様性や国際化を象徴している」「日韓の関係改善に繋がる」などと好意的な意見がみられた一方で、「韓国の学校が出場するのはおかしい」「韓国語の校歌が演奏されることに違和感がある」などという否定的な意見もみられた。

#### 歌詞の「東海」に関する議論
特に、その歌詞に「동해（漢字:東海,トンヘ）」という名詞が含まれていることについて日本国内で議論があった。
「동해（トンヘ）」とは日本語に訳すと「東海」であり、これは「日本海」の韓国における呼称である（韓国（朝鮮半島）にとって東側の海であることから）。
大韓民国政府は同海の呼称を国際的に「東海」として認知させることを目指して政治的ロビー活動を行っており、日本国政府はこれを批判している。このことから日韓両国の外交問題となっている（詳細は日本海呼称問題を参照）。

#### 「東の海」への修正
しかし、この2021年の2大会で同校歌が実際に演奏された際には、中継映像においてハングルとその日本語訳が併記され、「동해」の日本語訳として一般的な「東海」ではなく「東の海」(朝:동쪽 바다)と表示されていた。その画面には「日本語訳は学校から提出されたものです」との言葉も添えられた。
また、「한국의 학원（漢字:韓國의 學園または學院）」についても直訳した「韓国の学園」または「韓国の学院」ではなく「韓日（韓国と日本）の学び舎」と表記された。
これらの表記は、歌詞が政治問題化することを避けるための配慮と考えられる。
日本のSNS上などでは様々な意見が交わされ、同校のホームページへはアクセスが集中して一時的に閲覧が困難となった。
この対応について、テレビ放送を行ったNHK大阪放送局とインターネット放送を行った毎日放送はいずれも「学校側から提出された歌詞を使った」と説明した。一方、読売新聞の報道によれば、同校は「こちらから日本語訳を出したことはない」と説明したという。また同選抜大会の事務局は「校歌について放送局や学校と協議したということはない」とした。
一方で韓国の活動家であるソ・ギョンドクは2024年8月に「固有名詞の『東海』を『東の海』と表記したのは明らかな誤りだ」として、NHKなどの対応を批判している。

#### 学校側の反応
2021年春の時点で、同校には大会前から校歌に対する意見や採用経緯を確認する電話が相次いだという。

これに対して当時の教頭が「さまざまなご意見を頂きました」とした上で次のように語り、今後には校歌を変更する可能性があることを示唆したとの報道もあった。
これからは我々も柔軟に変わっていくことが、今いる生徒やこれから入ってくる子供たちにとって一番いいことだと考えています。いろんな意見を集約して、近い将来、校歌を変えたほうがより良い学校運営につながるのであれば、今の子供たちに合った新しい校歌を作る考えがあります。
同校教員らの間では「校歌問題に派生する無用な攻撃から生徒を守り、勉学や部活動に専念できる環境を整えるべき」という意見も強いという。ある学校関係者は「プロ野球選手になりたい、甲子園に出たいと思って入ってくる生徒もいる。今を生きる生徒に創立当初の理念を背負わせる必要はない」と語った。そして実際に変えようかと悩んだが、アンケートの結果、「韓国が好きで入学したのに、なぜ韓国語の校歌を変えるのか」という反応があったため、韓国語のままにしているという。
一方で、野球部監督の小牧憲継によると、学校側からは「お金がない」ことを理由に校歌を変えることができないと言われており、校歌変更の提案は「もみ消されて」おり、自身は校歌は何を言っているかわからなく、覚えようともしていなく、校歌変更の提案を学校に言っても無視されてしまうと明かし、「僕は正直、学校は嫌いなんで。」と学校への思いを吐露している。彼は現行の校歌の代替案として、時代に合うように日本語・韓国語・英語のトリリンガルに変更すればよいと提案している。
また同時点で、生徒を野球部に勧誘している野球部副部長の岩淵雄太は、校歌について全く思い入れがないと明かしており、校歌をK-POPにすることを提案している。岩淵は、2021年の甲子園初出場時に既成事実を作れば変えざるをえないと思って新聞社に乗り込み、校歌が変わるという記事を書くように要求したが、失敗したという。

#### 生徒側の反応
第93回選抜高等学校野球大会での1回戦勝利後、主将の山口は「勝った喜びがこみ上げてきた」と話し、殊勲打を記録した中川は「気持ちよく歌えました」と語った。第106回全国高等学校野球選手権大会での優勝後、主将の藤本は「世の中いろんな考え方がある。自分も大丈夫かなと正直思うこともある。批判されることに関しては、しょうがないなと思っている」と述べ、「僕たちのことを言われるときもあるのでつらいが、そういう人たちに負けず、今まで応援してくれた人たちのために絶対に勝ってやろう」」としている。

## 設置校
- 高等学校
- 中学校

## 設置学科
- 普通科（高等学校）
  - 総合コース
  - 進学コース

## 著名な出身者

### プロ野球選手
- 申成鉉[41]
- 荒木治丞[42]
- 曽根海成[43]
- 清水陸哉[44]
- 上野響平[45]
- 釣寿生[46]
- 早真之介[47]
- 中川勇斗[48]
- 森下瑠大[49]
- 杉原望来[50]
- 濵田泰希

## 著名な教職員・関係者
- 小牧憲継（同校硬式野球部監督）

## 交通アクセス

### 鉄道
JR奈良線／京阪本線 東福寺駅下車　徒歩18分 （通学登校時、スクールバスあり）

### バス
京都市営バス（202・207・208） 東福寺バス停下車　徒歩15分